# Sowerbyella unicisa
Sowerbyella unicisa är en svampart som först beskrevs av Peck, och fick sitt nu gällande namn av J. Moravec 1995. Sowerbyella unicisa ingår i släktet Sowerbyella och familjen Pyronemataceae.   Inga underarter finns listade i Catalogue of Life.